# Ucacha
Ucacha is een plaats in het Argentijnse bestuurlijke gebied Juárez Celman in de provincie Córdoba. De plaats telt 4.747 inwoners.

## Geboren in Ucacha
- Fabricio Bustos (1996), Argentijns voetballer
- Santiago Colombatto (1997), Argentijns voetballer

## Galerij

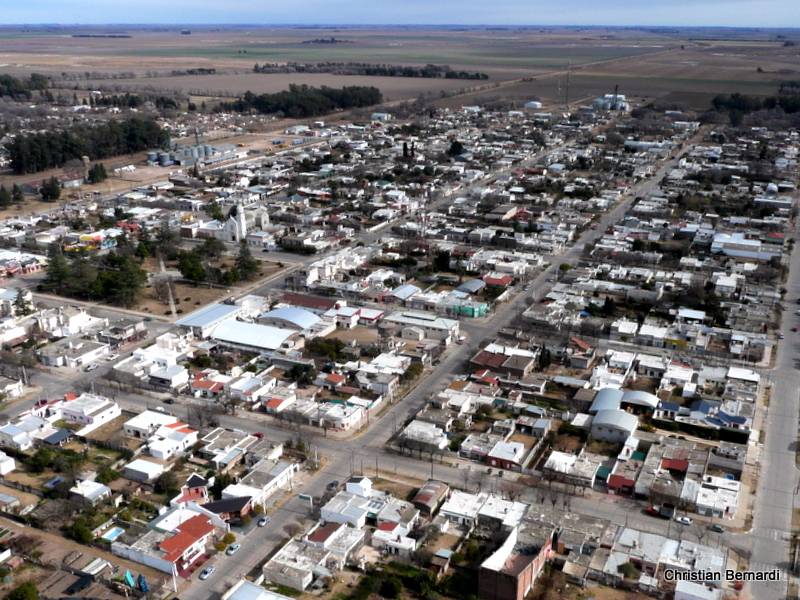
Panorama